# Abbevillien
Abbevillien er den ældste vesteuropæiske stenalderkultur kendt fra Elster-istiden ca. 500.000 f.Kr. 
Kulturen er opkaldt efter et fund fra floden Somme nær den franske by Abbeville nord for Paris. De brugte redskaber er meget primitive, og de har tosidet tilhuggede håndkiler, kulturen kaldes derfor også for håndkilekulturen.